# Джордж Браун (генерал)
Джо́рдж Бра́ун (англ. George Browne; 15 (25) червня 1698—18 (28) вересня 1792, Рига) — російський військовик, державний діяч ірландського походження. Генерал-аншеф, Ризький генерал-губернатор (1762—1792). Імперський граф. Представник католицького норманського роду Браунів-Камаських. Народився у Лімерику, Ірландія. Не маючи змоги служити в британській армії, поступив на службу до Пфальцу (1725), але згодом переїхав до Росії, де був прийнятий до війська в чині капітана (1730). Брав участь у турецьких війнах, Семирічній війні, російсько-шведській війні. Потрапив у турецький полон, з якого втік і приніс цінні відомості про плани ворога. Після тяжкого поранення у битві при Цорндорфі покинув театр війни. Указом імператора Петра ІІІ став генерал-губернатором Риги. В часи правління Катерини ІІ продовжував керувати Ліфляндією аж до своєї смерті.

## Ім'я
- Джордж Браун (англ. George Browne / Brown) — англійське ім'я.
- Гео́рг фон Бро́ун (нім. Georg von Browne) — ім'я на німецькій службі
- Ю́рій Ю́рійович Бро́ун (рос. Юрий Юрьевич Броун) — ім'я на російській службі.
- Шорше де Брун (ірл. Seoirse de Brún) — ірландське ім'я.
- Жорж де Браун (фр. George de Browne) — французьке ім'я.

## Біографія
Браун народився 1698 року в Ірландії. Готувався до кар'єри військового, отримав гарну освіту.
Як католик він не міг влаштуватися до британської армії, тому 1725 року поступив на службу до пфальцького курфюрста.
Переїхав до Росії, де був прийнятий до російської армії в чині капітана. За 6 років вислужився до полковника.1736 року брав участь в облозі Азова, був тяжко поранений.
1738 року, перебуваючи в армії Мініха, перебував при осаді й штурмі Очакова.1739 року відправлений росіянами з особливим дорученням до австрійської армії, але у битві при Кроцьку потрапив до турецького полону. Згодом був перепроданий тричі.
Втік із Константинополя за допомоги французького посла в Османській імперії. У полоні якимось чином роздобув секретні розпорядження османського уряду про війну з Росією, які доставив росіянами і отримав за це звання генерал-майора. 
Під час війни зі шведами 1742 року командував військами біля Петербурга, по берегу Фінської затоки. Після війни підвищений до генерал-поручника.
У Семилітній війні брав участь у боях 1756—1758 років. Командував частиною правого флангу росіян у битві при Цорндорфі, де отримав 5 важких поранень в голову. Був змушений покинути театр бойових дій. За наказом імператриці Єлизавети нагороджений званням генерал-аншефа. 
1762 року указом Петра ІІІ призначений на посаду генерал-губернатора Ризької губернії. Керував Ліфляндією до своєї смерті в Ризі 18 вересня 1792 року. Отримав від Катерини ІІ спадковий титул графа.

### Монографії. Статті
- Newerkla S. M. Die irischen Reichsgrafen von Browne-Camus in russischen und österreichischen Diensten. Vom Vertrag von Limerick (1691) bis zum Tod ihres Hausfreunds Ludwig van Beethoven (1827). В: Lazar Fleishman – Stefan Michael Newerkla – Michael Wachtel (eds.): Literarische und kulturelle Beziehungen zwischen Russland und dem Westen. A Festschrift for Fedor B. Poljakov (= Stanford Slavic Studies, Volume 49). Berlin: Peter Lang, 2019, с. 43–68.
- Newerkla S. M. Das irische Geschlecht O'Reilly und seine Verbindungen zu Österreich und Russland: Von Noahs Sohn Jafet bis zum russischen Nationaldichter Puškin. В: Jasmina Grković-Major – Natalia B. Korina – Stefan Michael Newerkla – Fedor B. Poljakov – Svetlana M. Tolstaja (eds.): Diachronie – Ethnos – Tradition: Studien zur slawischen Sprachgeschichte. Festgabe für Anna Kretschmer. Brno: Tribun EU, 2020, с. 259–279 (цифрова копія), тут с. 260–261.
- Масловский Д. Ф. Русская армия в Семилетнюю войну. Вып. 2. Москва: Типография В. Березовского, 1891.

### Довідники
- Count George de Browne [Архівовано 29 вересня 2020 у Wayback Machine.] // Webb, A. A Compendium of Irish Biography [Архівовано 16 червня 2020 у Wayback Machine.]. Dublin, 1878, p. 40.
- Browne, George // Deutschbaltisches biographisches Lexikon 1710–1960. Köln-Wien, 1970, S. 108—109.
- Genealogisches Handbuch der baltischen Ritterschaften. Teil 1-2: Livland. Görlitz 1929. Band II, S. 1198.
- Genealogisches Handbuch der baltischen Ritterschaften. Teil 2-3: Estland. Görlitz, 1930. Band III, S. 291.
- Бантыш-Каменский Д. Н. Словарь достопамятных людей земли русской… — В 5 ч. — М.: Университетская типография, 1836.
- Браун, Георг // Энциклопедический словарь Брокгауза и Ефрона. Санкт-Петербург, 1891, Т. 4, С. 615.
- Броун, Юрий Юрьевич // Русский биографический словарь А. А. Половцова. Санкт-Петербург, 1908, Т. 3, С. 365—366.
- Юрий Юрьевич, граф Броун, Юрий Юрьевич, граф // Военная энциклопедия. Санкт-Петербург, 1911, Т. 5, С. 120.
- Экземплярский, А.В. Броун, Юрий Юрьевич [Архівовано 6 травня 2021 у Wayback Machine.] // Энциклопедический словарь Брокгауза и Ефрона. Санкт-Петербург, 1891, Т. 4, С. 739—740.